# Знаки и символы
«Знаки и символы» — рассказ Владимира Набокова, написанный на английском языке и впервые опубликованный 15 мая 1948 года в «Нью-Йоркере», а затем в «Набоковской дюжине» (1958: Doubleday & Company, Гарден-Сити, Нью-Йорк).
В «Нью-Йоркере» рассказ был опубликован под названием «Символы и знаки» по решению редактора Кэтрин Уайт. Набоков вернул первоначальное название «Знаки и символы» при переиздании рассказа.
На русском языке существует в переводах Геннадия Барабтарло, Сергея Ильина и Дмитрия Чекалова.

## Краткое описание сюжета
Пожилая пара хочет навестить своего психически больного сына, находящегося в санатории, в день его рождения. Им сообщают, что он пытался покончить с собой, и родители не смогут его увидеть. По возвращении домой муж заявляет о своём решении забрать сына из санатория. История завершается таинственными телефонными звонками. Первые два явно ошибочно набранных звонка оказываются от девушки, которая просит позвать «Чарли». История заканчивается, когда телефон звонит в третий раз.
По ходу повествования читатель узнает много подробностей из жизни неназванной пары: это русские евреи, эмигрировавшие после революции; они финансово зависят от брата мужа Исаака; у них была горничная-немка, когда они жили в Германии, тетя Роза и многие другие родственники, погибшие во время Холокоста; у них также есть племянник, который является известным шахматистом; у мужа, уже пожилого человека, плохое здоровье.
Сын страдает «манией упоминания», при которой «больной воображает, что все, происходящее вокруг него, является завуалированной отсылкой к его личности и жизни». «Все есть шифр, и он есть тема этого шифра». Реальные люди исключены из этой паранойи, и чем дальше больной находится от привычного окружения, тем хуже его состояние. Состояние сына основано на реальном расстройстве — бред отношения.

## Изменения текста
Журнал «Нью-Йоркер» хотел внести много изменений. Набоков решительно возражал, поддержкой выступил его друг Эдмунд Уилсон, и рассказ был напечатан преимущественно в том виде, в каком и был написан.
Однако версия журнала «Нью-Йоркер» по-прежнему содержала четыре редакционных изменения, которые Набоков устранил в более поздних публикациях. Во-первых, как упоминалось выше, в названии поменяли слова местами. Во-вторых, части рассказа отделялись друг от друга многоточиями, а не цифрами. В-третьих, два абзаца были объединены в один. В-четвертых, неверное «beech plum» (дословно «буковая слива») в описании желе была заменена на правильное «beach plum» (морская слива). Александр Дрешер утверждал, что Набоков рассчитывал оставить последние два пункта в своём рассказе. С авторским абзацным членением рассказ состоял из 7, 4 и 19 абзацев, что являлось отсылкой на год действия в произведении (1947). (Дрешер приписывает находку этой взаимосвязи Энтони Стадлену). В версии «Нью-Йоркера» в последнем разделе рассказа было 18 абзацев. В поддержку своего утверждения о намеренной отсылке на 1947 год Дрешер отмечает, что в романе Набокова «Пнин» (1957) Пнин жалуется, что библиотекарь изменила 19-й том на 18-й и указала неправильный год в своём запросе на книгу 1947 года, говоря: «Эти женщины не умеют читать! Год был четко написан». Что касается «beech» («бук»), Дрешер утверждает, что муж неправильно прочел этикетку: «это пример несобственно-прямой речи», и это одна из многих отсылок на Холокост, в частности на концлагерь Бухенвальд. Бухенвальд означает «буковый лес», и мужчина думает о «Бухенвальде» и «буковом лесу» (для кремации).

## Трактовки
В письме Кэтрин Уайт Набоков отметил, что «Знаки и символы», как и «Сестры Вейн», были рассказом, «в котором вторая (основная) история вплетена или оставлена позади поверхностной полупрозрачной первой». В чём заключалась главная история, он не сказал.
Некоторые критики утверждают, что многие детали этой истории можно расшифровать в виде таких сообщений: например, что сын покончил жизнь самоубийством, или что он находится в загробном мире и освободился от своих мучений, или что в третий раз именно он звонит по телефону, чтобы сообщить, что сбежал из санатория. Однако господствует трактовка, что история завлекает читателя, пытающегося расшифровать все детали, и, таким образом, склоняет к «перечитыванию», что является «другой, более мягкой формой мании упоминания».